# Raphaël Fejtö
Raphaël Fejtö (Parigi, 17 settembre 1974) è un attore e regista francese. La sua fama è principalmente dovuta al ruolo di co-protagonista nel film di Louis Malle Arrivederci ragazzi del 1987.

## Biografia
Nipote dello storico e giornalista ungherese François Fejtő, la sua prima esperienza cinematografica è stata in Arrivederci ragazzi nel 1987. Successivamente ha scritto e diretto il cortometraggio 56 fois par semaine (1996), nel quale ha anche recitato con Romain Duris. Ha scritto e diretto, inoltre, i film Osmose (2003), sempre con Duris, e L'Age D'Homme... maintenant ou jamais! (2007), con Duris, Clément Sibony e Aïssa Maïga.
È coautore ed illustratore (con sua madre, Nadja) di vari libri per bambini in francese. Tra questi, Le Vélo de Jo, Petit George e Roro le Pompier.

## Filmografia
- L'âge d'homme... maintenant ou jamais! - 2007, regista
- Osmose - 2003, regista
- 56 fois par semaine - 1996, regista e attore
- Arrivederci ragazzi (Au revoir les enfants) - 1987, attore